# Duo Camillo

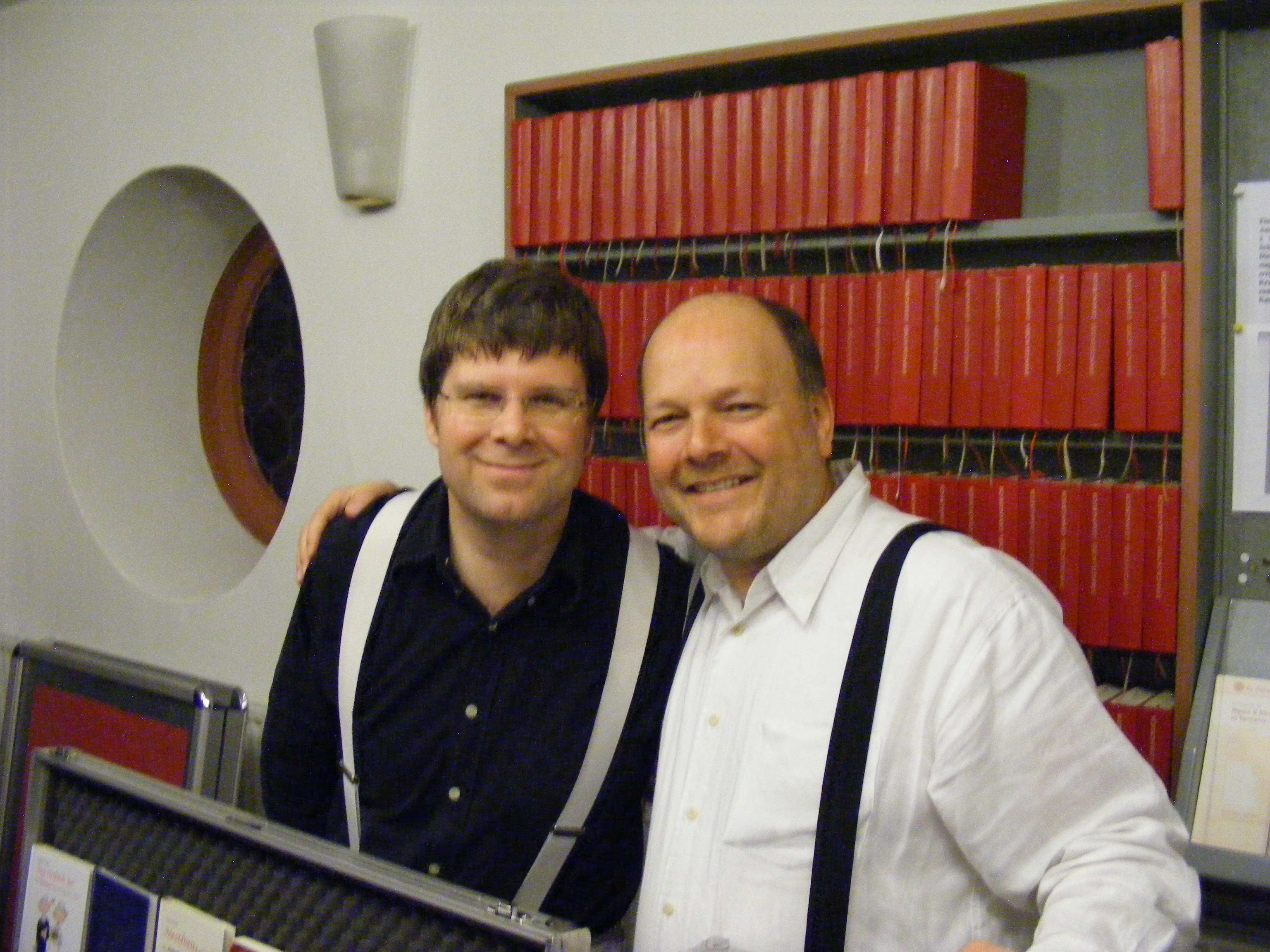
Duo Camillo (2012)

Duo Camillo ist ein christlich orientiertes Musikkabarett. Es besteht aus Martin Schultheiß, einem promovierten Physiker mit klassischer Klavierausbildung, und  Fabian Vogt, einem Sonderpfarrer für kreative Gemeindearbeit mit Gesangsausbildung.
Die Stilmittel und -richtungen von Duo Camillo sind Satire, Wortwitz, Balladen sowie eine Mischung aus Gospel und Rock ’n’ Roll.

## Programme
- „Altarnative Wahrheiten“ 2018
- „Luther bei die Fische“ 2017
- „Caipiranha“ 2013
- „Das wird schon wieder“ 2010
- „Keine halben Sachen“ 2008
- „Sie müssen dran glauben“ 2006
- „Extrascharf und fruchtigfrisch“ 2005
- „Die Pfaffen rasen durch den Wald“
- „Hiersein ist herrlich“ 2004 – ein nicht kabarettistisches Lyrik-Programm mit Gedichten von Rainer Maria Rilke
- „Gott liebt Tango“ 1998
- „Ein Lachen in der Hand“ (live) 1995
- „Aber jetzt!“ 1994
- „Einfach köstlich“ 1992